# Stenostola ferrea
Stenostola ferrea — вид жесткокрылых из семейства усачей.

## Распространение
Распространён в Европе, России, Крыму и на Ближнем Востоке.

## Описание
Жук длиной от 8 до 14 мм. Время лёта с мая по июль.

## Развитие
Жизненный цикл вида длится два года. Кормовыми растениями являются различные лиственные породы, но большее предпочтение отдаёт липе.

## Подвиды
- Stenostola ferrea ferrea (Schrank, 1776)
- Stenostola ferrea maculipennis Holzschuh, 1982